# جلكى نهرية باسيفيكية
جلكى نهرية باسيفيكية (الاسم العلمي:Lampetra pacifica) هي نوع من الحيوانات المائية يتبع جنس جلكى لاحسة الحجر من فصيلة الجلكية.